# Fatou Kandé Senghor
Pour les articles homonymes, voir Senghor.
Fatou Kandé Senghor, née Fatoumata Binetou Kandé, est une artiste multidisciplinaire sénégalaise.

## Biographie
Née d’un père diplomate le 9 janvier 1971 à Dakar au Sénégal, Fatou Kandé a vécu dans plusieurs pays d’Afrique parmi lesquels le Nigéria, le Ghana, le Togo, le Bénin ou encore le Cameroun.
Ceci lui a valu une diversité dans toutes ses créations inspirées par ses voyages, son environnement visuel et linguistique
Fatou Kandé a suivi des études en langues et civilisations anglophones (littératures et civilisations américaine, anglaise) à Lille, avec comme option la filmologie.
Photographe, cinéaste, artiste plasticienne, Fatou Kandé est désignée comme une des figures du mouvement contemporain sénégalais.
Passionnée de l’art, elle s’enrichit des œuvres de ses prédécesseurs comme  Sembène Ousmane dont elle fut une collaboratrice privilégiée, Boubacar Touré Mandémory, et Djibril Diop Mambety. Elle s’investit dans le milieu associatif et artistique sur Paris, et découvre la filmographie russe, française et allemande.
De retour dans son pays natal le Sénégal en 1995, elle devient consultante en communication à la Banque mondiale en 1996 avant de rejoindre la National Council of Negro Women - West Africa (NCNW) – Regroupement de femmes Africaines Américaines (Bureau de Dakar) comme Responsable du visuel et suivi d'impression, des films et reportages photographiques en 1997.
Entre 1998 et 2000, elle est Responsable du visuel et suivi d'impression, du contenu du site et de l'édition de documents et assistante de projet au programme culturel à l'Institut de Gorée. Deux ans plus tard elle est chargée des relations publiques à Suffolk University Dakar.
Elle a également été directrice générale de radio Top FM entre 2004 et 2005.
C’est en 2001 que Fatou Kandé Senghor décide de créer sa propre structure autour de la vidéo et cinéma : Waru studio.
Waru studio comme son nom l’indique « waru » terme wolof qui signifie éblouissement émerveillement, est un lieu de découverte d’œuvres d’art bien étudiés.
Waru studio est en effet selon son fondateur  « un laboratoire d'expérimentation artistique où des jeunes, quel que soit le médium artistique qu'ils utilisent, peuvent allier les technologies actuelles à leurs discours artistiques ». C’est une entreprise spécialisée dans la filmologie puisqu'il s'investit également dans la photographie, l'édition de livre d'art, la création de costumes, la communication sociale et la recherche musicale. Waru studio est devenu un lieu d’échanges et de partage des musiciens, des chorégraphes, des peintres, des auteurs et des journalistes.
Son dernier ouvrage publié aux Éditions Amalion (2015) s'intitule « Wala Bok: une histoire orale du hip hop au Sénégal ». Une vraie chronique du monde hip hop au Sénégal. Il relate les débuts, le vécu et la carrière  des différents acteurs du rap sénégalais comme Didier Awadi, Fou Malade, Keyti, Daara J.... Elle est une réalisatrice, productrice, costumière, photographe, et une actrice de film documentaire, de programmes, et de fictions télévisées. Fatou Kandé est formatrice en vidéo auprès d'étudiants et de jeunes en difficultés d'apprentissage. Son film documentaire intitulé Giving Birth (Donner Naissance) , un portrait de l'énigmatique sculptrice casamançaise Seyni Awa Camara a été présentée à la Biennal de Venise en 2015.

## Œuvres
- Wala Bok, une histoire orale du hip hop au Sénégal, Dakar, Sénégal, Éditions Amalion, 2015,  (ISBN 9782359260151), [lire en ligne]

## Filmographie
- Doomireew, fils du pays /sons of the country
- Tous les chemins ménent à Rufisque
- 1998: Dal diame, documentaire vidéo[12]
- 2000: Tara, les chemins de la parole / Tara the path of the world, documentaire[13],[14]
- 2003: Dona Ana Maria Cabral, documentaire[15]
- 2006: Les Invisibles, film documentaire en collaboration avec Wim Wenders
- 2007: Diola Tigi, documentaire[16]
- 2007: The Invisible avec Wim Wenders
- 2008: My piece of poetry[17]
- 2008: The Return of the Elephant, film documentaire sur l'artiste peintre Jacob Yacouba[18]
- 2009: Mon travail, ma passion
- 2010: Rafet Kaar
- 2010: True school
- 2010: Siggil Jiggen
- 2011: 10 films de 5 min sur les conditions économiques des femmes issues de couches vulnérables.
- 2012: The other in me/L’autre en moi, Docu-fiction, Sénégal/USA 2012, (59 min) Français/Wolof/Anglais[19]
- 2013: Malibaba
- 2015: Donner naissance, Giving Birth[20]

## Expositions
- Biennale de Dakar : Dak’art
- Biennale de Venise
- International Center of photography New York
- Fespaco
- Biennale de Corée
- Biennale du Canada
- CODESRIA, Gender Symposium, Caire, Égypte, Féminisation de l'Immigration
- African Feminist Forum, film sur la rencontre de tous les forums féministes de l'Afrique
- Production Médecins Sans Frontières, film sur les violences sexuelles en RDC
- Documentaire de la réalisatrice sur le "bukut" cérémonie d'initiation dans la culture diola (Sénégal)
- Film sur les mutilations génitales des femmes
- Portrait en 26 min de l'épouse du révolutionnaire Capverdien Amilcar Cabral qui a conduit le Cap-Vert et la Guinée-Bissau à l'indépendance, entouré de " combattantes "
- Collection Visages de femmes, Diffusion TV5, African Queen Productions, Abidjan, Côte d'Ivoire.